# Айболить і Бармалей (мультфільм)
«Айболить і Бармалей» — радянський ляльковий мультфільм, створений в 1973 році Наталією Червінською за мотивами казки Корнія Івановича Чуковського «Айболить» .

## Сюжет
Лікар Айболить і його друзі відкрили лікарню для всіх тварин й птахів. Але ніхто до них не йшов: лікар уже всіх вилікував минулого тижня. А самі друзі іншої роботи не мали. Нарешті до них прилетіла ластівка з повідомленням: у Африці захворіли всі мавпи. Айболить і його тварини відправляются їх лікувати.
У Африці лікар кличе мавп, і вони одразу до них виходять. Але це виявляються розбійники на чолі з Бармалеєм у костюмах мавп. У кожного з них щось сильно, нетерпимо боліло: у товстого розбійника — живіт, у рудого — спина, у зубастого — нога, у довгов'язого — рука і око, а у самого Бармалея — зуб. Але вони не хотіли лікуватися й взагалі ненавиділи лікарів, і тому схопили усю бригаду лікарів і кинули у в'язницю. Айболиту і тваринам вдається втекти від розбійників з допомогою папуги Карудо, який протискається крізь прути решітки і краде ключ у сплячого Бармалея. Вони прибігають до мавп і лікують їх, але Бармалей і його банда розбійників знову наздоганяють лікаря і знову ловлять його. Але через одну мавпу, що чхає, у розбійників починаються ускладнення хвороб, що дозволяє Айболиту і його команді схопити всю банду розбійників. Лікар Айболить і його команда виліковують Бармалея і розбійників, в результаті чого уся банда розбійників добріє, хлопає і радіє, а Бармалей дає чесне слово, що більше ніколи не буде розбійником.

## Над фільмом також працювали
| Автор сценарію і режисер        | Наталія Червінська |
| Художник-постановник            | Ольга Гвоздєва |
| Оператор                        | Михайло Каменецький |
| Композитор                      | Михайло Меєрович |
| Звукооператор                   | Володимир Кутузов |
| Редактор                        | Раїса Фричінська |
| Мультиплікатори:                | Павло Петров, Юрій Норштейн, Майя Бузинова, Йосип Доукша, Галина Золотовська |
| Ляльки та декорації виготовили: | Володимир Аббакумов, Світлана Знаменська, Володимир Алісов, Лиліана Лютинська, Андрій Барт, Галина Філіпова, Павло Гусєв, Марина Чеснокова (у титрах вказана як Р. Чеснокова), Олег Масаїнов, Семен Етліс |
| під керівництвом                | Романа Гурова |
| Директор                        | Натан Бітман |

### Ролі озвучували
| Актор            | Роль                                                                        |
| ---------------- | --------------------------------------------------------------------------- |
| Гаррі Бардін     | Айболить / виконання вступної пісні                                         |
| Василь Ліванов   | Бармалей                                                                    |
| Юрій Соковнин    | Крокодил / зубастий розбійник / довгастий розбійник / рудобородий розбійник |
| Леонід Куравльов | Товстий розбійник                                                           |
| Клара Рум'янова  | Мавпа Чичі / Свинка Хрю-Хрю / Ластівка                                      |

## Видання
У 1997 році мультфільм був випущений на VHS виданням «Союз Відео». У 2004 році мультфільм був випущений на DVD компанією «Крупний план». Під час запису була використана цифрова реставрація зображення і звуку .

## Нагороди та призи
Мультфильм был отмечен призами на кинофестивалях:
- «Гран-прі» XVIII МКФ науково-фантастичних фільмів у Трієсті (Італія), 1974 р.
- Приз VIII МКФ короткометражних та документальних фільмів у Ліллі (Франція), 1974 р.